# Georg Heym

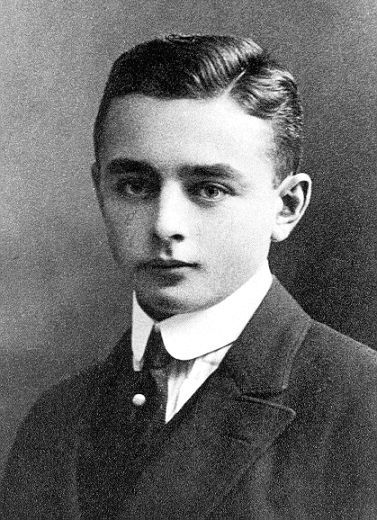
Georg Heym

Georg Theodor Franz Artur Heym (* 30. Oktober 1887 in Hirschberg, Schlesien; † 16. Januar 1912 in Gatow) war ein deutscher Schriftsteller. Er gilt als einer der wichtigsten Lyriker des frühen literarischen Expressionismus.

## Leben

### Familie
Georg Heym war der Sohn des Staats- und späteren Reichsmilitärstaatsanwalts Hermann Heym (1850–1920) und seiner Ehefrau Jenny Heym, geb. Taistrzik, (1850–1923). Er hatte eine Schwester namens Gertrud (1889–1920).
Das Verhältnis zum bürgerlich-konservativen Elternhaus war problematisch. Rudolf Balcke, der Bruder seines besten Freundes Ernst, hielt diesbezüglich in einem Brief vom 3. September 1946 fest:

„Vater Heym war sehr schwermütig, stark religiös eingestellt, aktiv in der Inneren Mission tätig. Frau Heym trat nie besonders hervor, seine Schwester Gertrud war ebenfalls sehr kirchlich und religiös eingestellt und allen weltlichen Dingen und Freuden ablehnend. Neigte ebenfalls zur Schwermut. In dieser Umgebung hat G. Heym, der das Leben und seine Freuden bejahte, sich nie wohl gefühlt.“

Heym bezog sich stark auf seinen Vater. Sein Schreiben begann, kurz nachdem dieser auf ein Jahr in ein Sanatorium gegangen war. Zuvor hatte er als Staatsanwalt an einer Hinrichtung hatte teilnehmen müssen. Während frühere Tagebucheinträge noch eine innere Nähe zum Vater dokumentieren, wird in späteren eine regelrechte Abscheu vor ihm sichtbar. Zur Mutter und zur Schwester blieb die Beziehung stets nur schwach ausgeprägt.

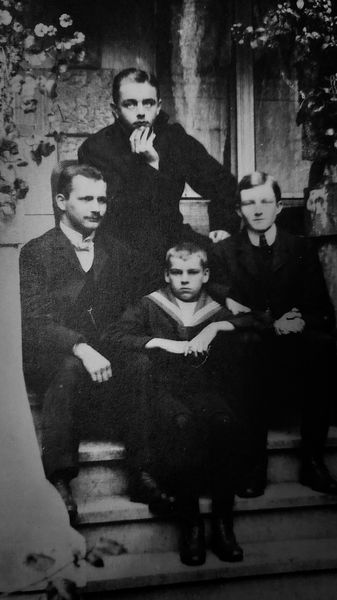
Georg Heym (oben) mit seinen Freunden Ernst Moritz Engert (links) und den Brüdern Werner (unten) und Ernst Balcke (rechts), Berlin 1908/1909

### Schulische Laufbahn und beruflicher Werdegang
Der Schulbesuch des jungen Heym war durch häufige Ortswechsel geprägt, die sich aus den dienstlichen Versetzungen des Vaters ergaben. Ab 1896 besuchte er das Gymnasium Gnesen, ab 1899 das Friedrich-Wilhelms-Gymnasium in Posen und ab Oktober 1900 das Joachimsthalsche Gymnasium in Berlin-Wilmersdorf. Hier wurde er allerdings nicht in die Oberprima versetzt. Das Friedrich-Wilhelms-Gymnasium Neuruppin nahm ihn auf, doch wurde ihm auch hier zunächst die Zulassung zur Reifeprüfung im Herbst 1906 verweigert; nach einem weiteren Zulassungsgesuch konnte er die Schule am 20. März 1907 mit Abschluss verlassen.

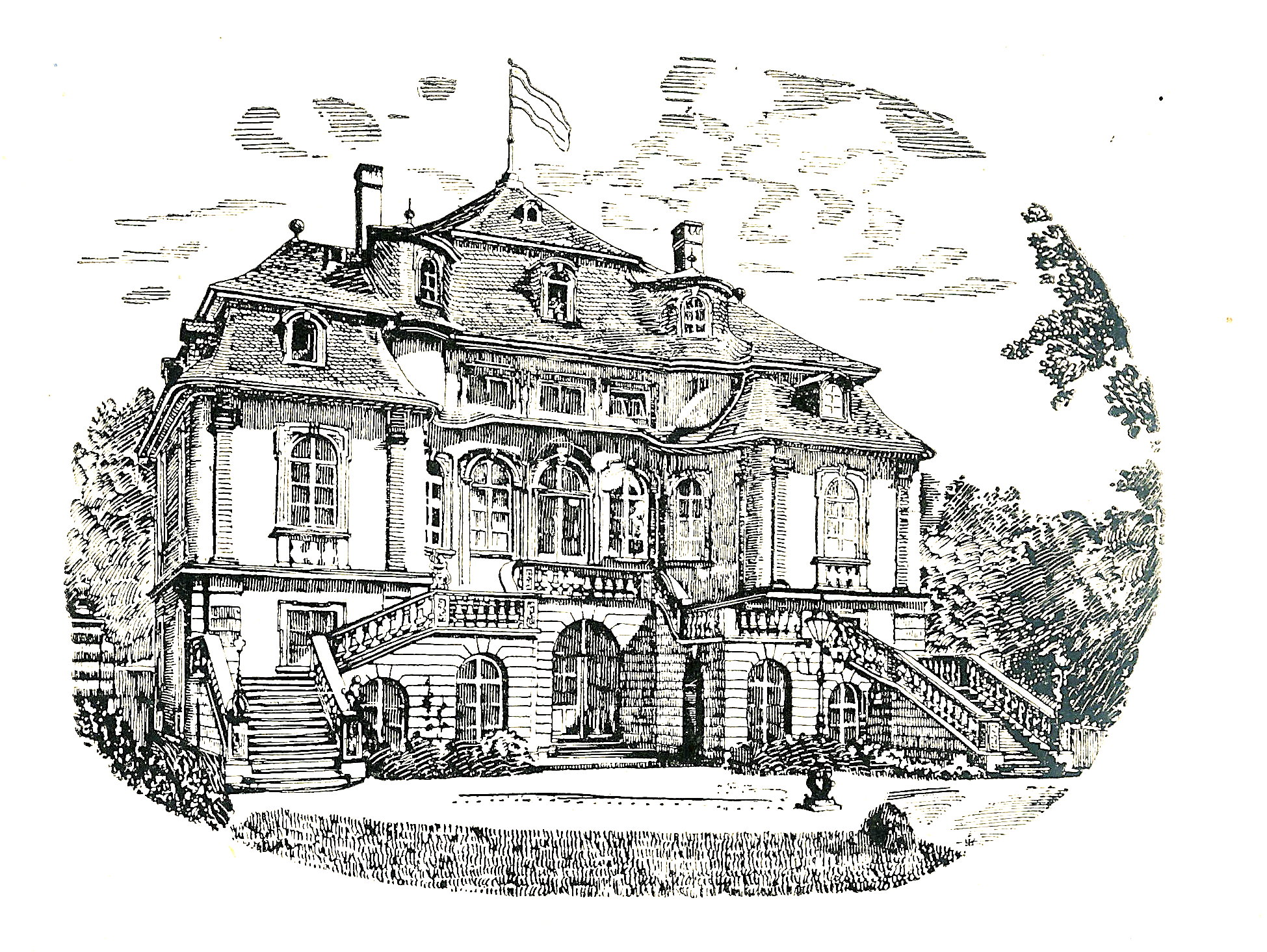
Haus des Corps Rhenania Würzburg vor 1910

Im Mai 1907 begann er ein Jurastudium in Würzburg, wo er in der Körnerstraße 2 wohnte. Er wurde für gut ein Jahr Mitglied des Corps Rhenania Würzburg. Zunächst begeisterter Corpsstudent und guter Fechter, empfand er das Corpsleben bald als „furchtbar, geisttötend, stumpfsinnig, lächerlich“ und verließ den Bund – ob freiwillig oder verlangt, bleibt auch nach den Kösener Meldungen der Jahre 1908/09 unklar.
Im November 1908 wechselte er an die Friedrich-Wilhelms-Universität Berlin, seine Familie ließ sich Anfang 1909 im damaligen Berliner Vorort Charlottenburg nieder. Anfang Mai 1910 immatrikulierte er sich an der Universität Jena, um dann schließlich doch wieder nach Berlin zurückzukehren. Im September legte er dort seine Hausarbeit zur Ersten Juristischen Staatsprüfung über „Die Reform der Städteordnung durch den Freiherrn vom Stein 1808“ vor.
Georg Heym hasste die Rechtswissenschaften, das Metier seines Vaters, durch den er sich zu dieser akademischen Laufbahn genötigt sah. So hielt er am 29. November 1910 in seinem Tagebuch fest: „Meine Natur sitzt wie in der Zwangsjacke. Ich platze schon in allen Gehirnnähten. […] Und nun muß ich mich vollstopfen wie eine alte Sau auf der Mast mit der Juristerei, es ist zum Kotzen. Ich möchte das Sauzeug lieber anspeien, als es in die Schnauze nehmen. Ich habe solchen Trieb, etwas zu schaffen. Ich habe solche Gesundheit, etwas zu leisten. Ja, es ist zum Scheißen.“
Mitte Januar 1911 galt die erste Staatsprüfung als bestanden, sein Vorbereitungsdienst im Amtsgericht Lichterfelde bei Berlin währte allerdings kaum vier Monate, da er wegen der unzulässigen Vernichtung einer Grundbuchakte vorzeitig entlassen wurde. Um die Zeit herum traf er auch Hildegard Krohn, eine von vielen Freundinnen in Heyms Leben, der er einige seiner letzten Gedichte widmete. Seine Dissertation wies die Universität Würzburg am 7. Juli 1911 zurück, aufgrund von zu vielen Grammatik- und Rechtschreibfehlern. Heym hatte die Gelegenheit, den juristischen Vorbereitungsdienst in Wusterhausen/Dosse noch einmal aufzunehmen, doch auch dieser Anlauf scheiterte. Schon seit längerem trug er sich mit dem Gedanken, dem Militär beizutreten und die Offizierslaufbahn einzuschlagen. Nach vergeblichen Bemühungen gab schließlich das Metzer Infanterie-Regiment Nr. 98 (Metz) einem Eintrittsgesuch statt, doch die Bewilligung traf erst nach seinem Tod in Berlin ein. Ab dem 19. Oktober besuchte Heym zudem chinesische und englische Sprachkurse, da er sich außerdem für den Dolmetscherdienst ausbilden lassen wollte. Seinen letzten Auftritt hatte Heym noch am 6. Januar 1912 in München im Künstler Café Simplicissimus.

### Der Neue Club
Entscheidend für die Entwicklung des Lyrikers Heym war der Winter 1909/1910, in den die Gründung des Neuen Clubs durch Kurt Hiller und Jakob van Hoddis fiel, einer „Vereinigung von Studenten und jungen Künstlern, die sich geschworen haben, den Blasphemien dieser Zeit nicht länger untätig zuzusehen und ihren Ekel vor allem Commishaften im Kunst- und Wissenschaftsbetrieb und ihre Bewunderung der Einzelgeister öffentlich kundzutun“, wie das Neue-Club-Mitglied Erwin Loewenson in einem Brief an Frank Wedekind am 22. April 1910 festhielt. Neben Heym, Loewenson, Hiller und van Hoddis gehörten auch Ernst Blass, David Baumgardt, Robert Jentzsch, Friedrich Koffka, Friedrich Schulze-Maizier, Erich Unger und John Wolfsohn zum engeren Kreis des Clubs.

### Tod und Nachleben
Am 16. Januar 1912 trafen sich Heym und sein Freund Ernst Balcke, um auf der Havel Schlittschuhlaufen zu gehen, wobei sie den von den Behörden markierten sicheren Bereich verließen. Balcke geriet versehentlich in ein Loch, das für Wasservögel ins Eis geschlagen war, wobei er sich den Kopf aufschlug und bewusstlos unterging. Der ihm zu Hilfe eilende Heym brach dabei selber im Eis ein, konnte sich aber zunächst noch festhalten. Waldarbeiter berichteten später, wie sie jemanden noch eine halbe Stunde um Hilfe schreien hörten. Heyms Leiche wurde erst am 20. Januar aus der Havel geborgen und am 24. Januar beigesetzt. Heyms Tod traf viele seiner Freunde tief (bei van Hoddis führte es zu einem Ausbruch seiner ersten psychotischen Phase). Der Neue Club hielt ihm zu Ehren am 3. April 1912 noch eine letzte Vorlesung ab, bevor es zu Streitigkeiten kam und der Club aufgelöst wurde.

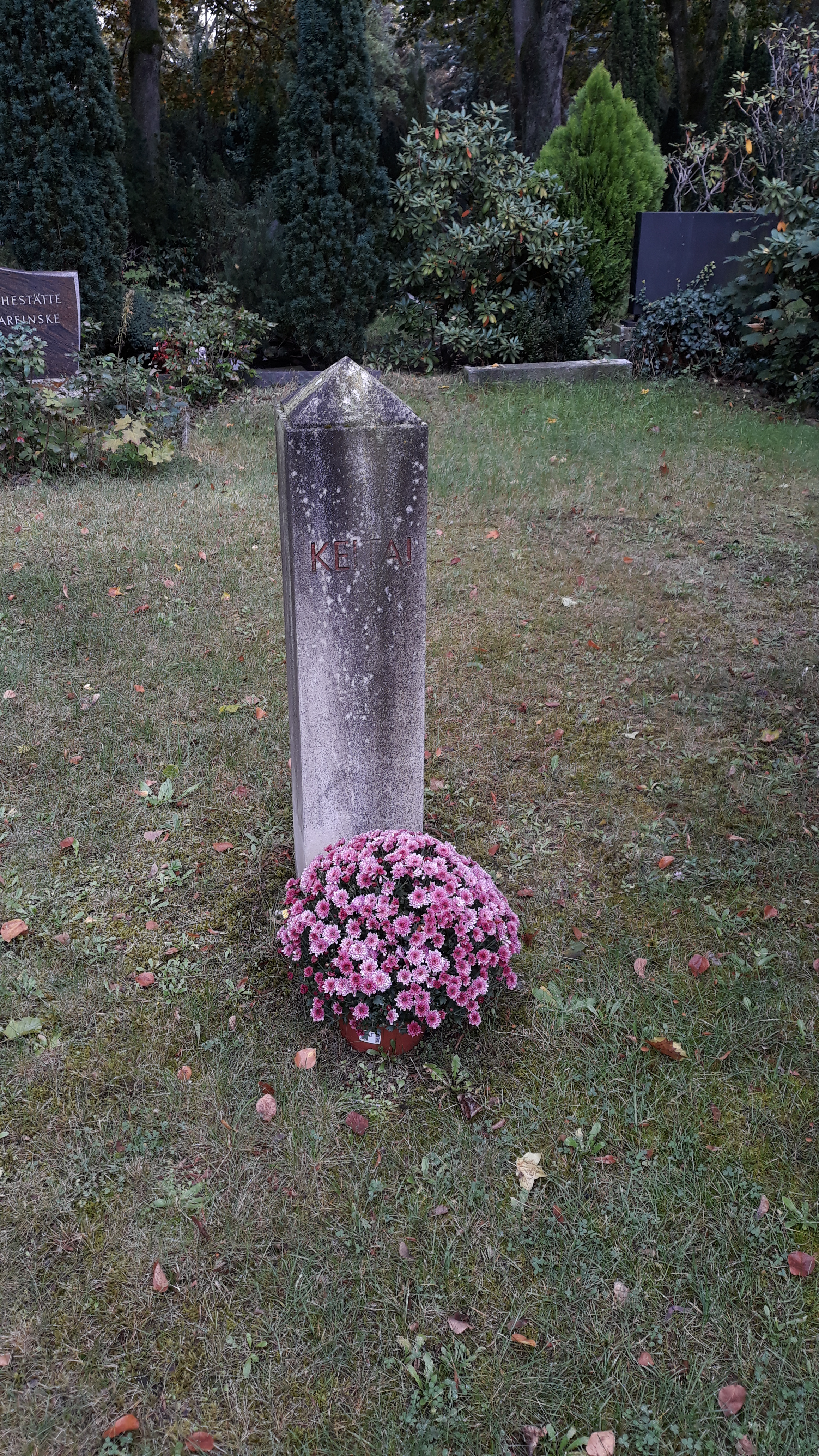
Das Grab von Georg Heym auf dem Evangelischen Luisen-Kirchhof III in Berlin.

Sein Grab auf dem Friedhof der Luisengemeinde am Fürstenbrunner Weg in Berlin-Charlottenburg wurde nach der 30-jährigen Ruhefrist 1942 eingeebnet. Im Januar 2009 wurde die Grabstelle (HI, 6.9/10) von privaten Gönnern, darunter der Autor Oliver Ohmann, neu gestaltet. Ein Kalkstein trägt die Aufschrift KEITAI, entsprechend der Inschrift, die sich Georg Heym in seinem Tagebucheintrag vom 30. Oktober 1910 wünschte: „Auf meinem Grabstein soll einmal nichts anderes stehen als KEITAI. Kein Name, nichts. KEITAI. Er schläft, er ruhet aus.“

## Werk
Georg Heym hinterließ rund 500 Gedichte und lyrische Entwürfe; auch unter denen der Hauptschaffensphase, also ab Januar 1910, finden sich nicht nur die später als solche klassifizierten expressionistischen Topoi, sondern zum Beispiel auch Stücke pastoraler Leichtigkeit. Neben diesem umfangreichen lyrischen Werk hinterließ Georg Heym einige Prosastücke sowie wenige dramatische Arbeiten. Sein erster Gedichtband „Der ewige Tag“ erschien Mitte April 1911 beim Rowohlt Verlag. Die Veröffentlichung der Erscheinung zog sich allerdings hinaus, weil Rowohlt Mühe hatte, Heyms handschriftliche Notizen auf Grammatik und Rechtschreibung zu überarbeiten.

### Einflüsse
Aus Heyms Tagebüchern geht eine besondere Verehrung für Friedrich Nietzsche, Friedrich Hölderlin, Dmitri Mereschkowski und Christian Dietrich Grabbe hervor. Bedeutend war für ihn auch Heinrich von Kleist.

### Lyrik
Heyms erste dichterische Versuche gehen auf das Jahr 1900 zurück, vermutlich ausgelöst durch das Fehlen des Vaters, der zu dieser Zeit ein Jahr im Sanatorium verbringt. Diesen frühesten Arbeiten ist zwar deutlich eine gewisse Epigonalität und Ausrichtung am Ton der Epoche anzumerken, zugleich aber sind bereits Symbole und Bildfelder angelegt, die im Spätwerk voll ausgeprägt wiederkehren, so z. B. der Himmel, das Meer, der Abend und die Nacht, der Gott, die Grüfte und der Nebel.

### Prosawerk
Am 29. bzw. 30. November 1911 schloss Heym mit seinem Verleger Ernst Rowohlt einen Vertrag über die Veröffentlichung eines Novellenbandes ab, der nach einer der Erzählungen den Titel Der Dieb tragen sollte. Insgesamt sieben hierfür vorgesehene Texte sind vollendet erhalten („Der fünfte Oktober“, „Der Irre“, „Der kleine Jonathan“, „Die Sektion“, „Das Schiff“, „Ein Nachmittag“, „Der Dieb“), außerdem vierzehn weitere kurze Skizzen und Entwürfe, die dem erzählenden Prosawerk zugerechnet werden können.

## Rezeption
Trotz seines kurzen Lebens gilt Heym heute als einer der bedeutendsten Lyriker deutscher Sprache und Wegbereiter des literarischen Expressionismus.

„Der Lyriker und Novellist wäre vielleicht einer der größten Dichter Deutschlands geworden, jedenfalls des zwanzigsten Jahrhunderts. Seine Poesie, die Formstrenge mit verblüffendem Bilderreichtum und kühnen Visionen verbindet, zeichnet sich durch eine unvergleichliche, ekstatisch-dämonische Aura aus und hat in hohem Maße die Vorstellung vom deutschen Expressionismus geprägt, zumal vom Frühexpressionismus.“

## Werke

### Lyrik
Aufgeführt sind hier zu Lebzeiten und postum veröffentlichte Gedichtsammlungen.
- Der Gott der Stadt (1910)[20]
- Der ewige Tag Rowohlt, Leipzig (1911)
- Der Kondor. 1912 hrsg. von Kurt Hiller, enthält von Heym (noch selbst besorgt): Berlin, Die Vorstadt, Träumerei in Hellblau, Der Blinde, Der Baum, Nach der Schlacht, Louis Capet, Die Professoren, Das Fieberspital, Ophelia
- Der Krieg (1911)
- Die Stadt (1911)
- Umbra vitae Nachgelassene Gedichte. Postum hrsg.[21] von Rowohlt, Leipzig 1912 und Mit 47 Holzschnitten von Ernst Ludwig Kirchner von Wolff, München 1924
- Marathon Sonette. Postum hrsg. in Berlin-Wilmersdorf 1914; nach den Hs. des Dichters hrsg. und erl. von Karl Ludwig Schneider. Maximilian-Ges., Hamburg 1956
- Poesiealbum 282, Märkischer Verlag Wilhelmshorst 2009, ISBN 978-3-931329-82-2.

### Prosa
- Der Dieb. Ein Novellenbuch. (postum hrsg. 1913), darin: Der fünfte Oktober, Der Irre, Die Sektion, Jonathan, Das Schiff, Ein Nachmittag, Der Dieb.

### Drama
- Der Feldzug nach Sizilien (1907/1908; 1910)
- Die Hochzeit des Bartolomeo Ruggieri (1908; 1910)
- Atlanta oder Die Angst (1910/1911)
- Arnold von Brescia (1905–1908; unvollendet)
- Prinz Louis Ferdinand (1907; 1909; unvollendet)
- Iugurtha (1908; unvollendet)
- Antonius von Athen (1908; unvollendet)
- Spartacus (1908; unvollendet)
- Lucius Sergius Catilina (1908; unvollendet)
- Der Sturm auf die Bastille (1908; unvollendet)
- Die Revolution (1908; unvollendet)
- Der Tod des Helden (1908/1910; unvollendet)
- Der Wahnsinn des Herostrat (1910; unvollendet)
- Ludwig XVI. (1910; unvollendet)
- Grifone (1909–1911; unvollendet)
- Cenci (1911; unvollendet)

### Sonstige Schriften
- Versuch einer neuen Religion (1909)

## Ausgaben

### Werkausgabe
- Karl Ludwig Schneider (Hrsg.): Georg Heym: Dichtungen und Schriften. Gesamtausgabe.
  - Band 1: Lyrik. Mit Gunter Martens unter Mithilfe von Klaus Hurlebusch und Dieter Knoth. 1964; DNB 366187600
  - Band 2: Prosa und Dramen. Mit Curt Schmigelski. (1962)
  - Band 3: Tagebücher, Träume und Briefe. Unter Mithilfe von Paul Raabe und Erwin Loewenson. (1960)
  - Band 4 (als Band 6 angek.): Georg Heym. Dokumente zu seinem Leben. Mit Gerhard Burkhardt unter Mitwirkung von Uwe Wandrey und Dieter Marquardt. Ellermann, Hamburg 1960–1968; DNB 366187619
- Karl Ludwig Schneider (Hrsg.): Dichtungen und Schriften. Beck, München 1986 , ISBN 3-406-08552-0
- Das Werk. Zweitausendeins, Frankfurt 2005, ISBN 3-86150-736-6.

### Einzelausgaben
- Gedichte. Suhrkamp, Frankfurt 1999 (Bibliothek Suhrkamp), ISBN 3-518-01179-0.
- Der Dieb. Ein Novellenbuch. Martus, München 1995, ISBN 3-928606-18-2.
- Georg Heym: Umbra Vitae. Nachgelassene Gedichte, Reclam Stuttgart 2009; Mit 47 Originalholzschnitten von Ernst Ludwig Kirchner, Reprint der Ausgabe des Kurt Wolff Verlages, München 1924. Mit Beiträgen von Anita Beloubek-Hammer und Gunter Martens